# Kiko Mendive
Cecilio Francisco Mendive Pereira (La Habana, 22 de noviembre de 1919-Caracas 5 de abril de 2000) fue un compositor, músico, actor y bailarín cubano nacido en el barrio habanero de Los Sitios, y fallecido en el Hospital Universitario de Caracas. Se le conocía por los apodos de Canillita y luego Kiko, y durante varias décadas fue un popular actor cómico de la pantalla venezolana. Se le reconoce como pionero y uno de los introductores del mambo en México y el resto de América.
Tuvo una vida legendaria pero poco conocida en la que tuvo la oportunidad de trabajar con grandes nombres de la música y el cine, incluyendo Dámaso Pérez Prado, "el Rey del Mambo", a quien no solo ayudó a entrar en el mundo del espectáculo, sino que además fue quien lo convenció de salir de Cuba a probar suerte en México.

## Biografía
Mendive nació en una familia humilde en unos de los barrios pobres de La Habana y comenzó su carrera musical como cantante aficionado del sexteto del tresista Alfredo Boloña. Hacia 1939 fue uno de los fundadores del Sexteto Caribe y más tarde fue fundador del conjunto Los Jóvenes de la Crema.
Alrededor de 1941, sale de Cuba a México para cantar con la compañía artística Batamú de Armando Burroto. En ese país, hace amistad con el pianista Álvaro Ruiz del Loyo quien lo contrató para actuar en la emisora de radio XEQ, y en 1943 debutó como bailarín en el cine mexicano en la película Distinto amanecer, dirigida por Julio Bracho (y protagonizada por Pedro Armendáriz y Andrea Palma). En esta trabajó con su propia banda, la Orquesta Tropical de Kiko Mendive, y lo convirtió en una personalidad del espectáculo latinoamericano.
Su estilo gracioso y energético le sirvió para trabajar en muchas otras películas del llamado género rumbero, en las que además servía como coreógrafo. Su éxito en México lo convirtió en contacto de muchos cubanos que iban a ese país en busca de oportunidades, entre ellos, el entonces desconocido Dámaso Pérez Prado.
En 1948, Kiko Mendive visitó La Habana en busca de Pérez Prado para que hiciera arreglos para su orquesta. En esa reunión lo convenció de que su futuro estaba en suelo mexicano, que entonces era la meca del cine y el disco en Latinoamérica. A su llegada a México, Mendive lo puso a trabajar como arreglista de sus canciones en la orquesta del también cubano, Arturo Núñez, y lo ayudó a entrar en el mundo del cine con la película "Coqueta" de 1949. Mendive fue el primer cantante de Pérez Prado en México, con quien grabó varios temas, entre ellos México lindo. Mendive y Prado trabajarían juntos de nuevo en la película con Agustín Lara.
En 1952, Mendive visitó Caracas junto a Noro Morales y Olga Guillot para presentarse en la radio y locales nocturnos. Mendive, volvió a México, pero en 1956 regresó para quedarse en Venezuela. En Caracas trabajó en la radio, salones de bailes y grabación de discos, y más tarde se popularizó en la televisión con en el programa "Media Jarra Musical", que presentaba en RCTV Luis Alfonzo Larrain al frente de su orquesta. También se presentó en El Show de las Doce y colaboró con las agrupaciones de Eduardo Cabrera, Aldemaro Romero, Chucho Sanoja y Porfi Jiménez. Con este último y Felipe Pirela grabó el disco Romance y ritmo en febrero de 1965, y donde se incluyeron los temas La Pared (Roberto Anglero), Qué falta que me haces (Miguel Caló), Mi debilidad (Aníbal de Peña) y Tengo (D.R.).
En RCTV se unió al equipo del programa cómico Radio Rochela producido por Tito Martínez del Box, al cual se dedicó totalmente casi hasta su muerte. En este programa Mendive dio vida a infinidad de personajes clásicos de la televisión venezolana, entre ellos el Casanova de los noventa y El Gourmet.  A pesar de haber sido uno de los actores principales del elenco, aparentemente el veterano artista fue despedido en 1999 del mencionado canal de televisión. También en 1993 actuó en el unitario Mi día de suerte, original de Santiago Pumarola y producido por este canal.
Murió el 5 de abril de 2000 de enfisema pulmonar, siendo su último trabajo en televisión en 1999 en la telenovela Mujercitas de Venevisión, donde hacía el papel de Rosario, en lo que se constituyó en su única actuación dramática para televisión. Trabajaba frecuentemente en el Teatro Chacaito, donde se presentó por última vez en la obra bufa La Madam se alborotó de Enrique Salas.

## Último disco
Mendive realizó numerosas grabaciones durante su carrera como actor de cine y músico, y en el 2002, salió a la venta una recopilación de sus canciones bajo el título "Un Cubano En México 1942-52" (Tumbao, 2002).
El estilo de Mendive, que más tarde se popularizaría con artistas como Cascarita y Beny Moré, es patente en este disco, que abre con un arreglo de Pérez Prado "El caballo y la montura". Este CD se considera una buena introducción a la música de Mendive.
Todas las canciones, como indica el título, fueron grabadas entre 1943 y 1952 y esta es la lista:
- El caballo y la montura 3:09
- Chinito, chinito 3:02
- El baile del sillón 2:59
- Llegaste tarde 3:15
- Se acaba el mundo 2:58
- Por seguir tus huellas 3:10
- Quién pompo 3:04
- Luna lunera 3:03
- Macatalina 2:40
- Palito de tendero 2:53
- Vengo cepillando 3:04
- Son las doce 2:46
- El llaverito de moda 3:03
- Arrímate cariñito 2:50
- Negro bonito 2:49
- Nuestra cita 3:04
- Un meneíto na' má' 2:39
- Despacito 2:50
- Pin Pon 2:27
- La muerte 3:19

## Filmografía
- Qué hombre tan simpático (México, 1942)
- Canto a las Américas (México, 1943)
- Distinto amanecer (México, 1943)
- Balajú (México, 1944)
- Cruel destino (Allá en la frontera) (México, 1944)
- Los misterios del hampa (México, 1945)
- Nosotros (México, 1945)
- Bésame mucho (México, 1945)
- Pervertida (México, 1946)
- La reina del trópico (México, 1946)
- Pasiones tormentosas (México, 1946)
- Embrujo antillano (México, 1947)
- El amor de mi bohío (México, 1947)
- La insaciable (México, 1947)
- La novia del mar (México, 1948)
- El reino de los gángsters (México, 1948)
- Tania, la bella salvaje (México, 1948)
- Señora tentación (México, 1948)
- Gángsters contra charros (México, 1948)
- Coqueta (México, 1949)
- El charro del arrabal (México, 1949)
- Una mujer con pasado (La Venus Azteca) (México, 1949)
- Mujeres de teatro (México, 1951)
- Sensualidad (México, 1951)
- No niego mi pasado (México, 1952)
- La engañadora (México, 1955)
- La gaviota (México, 1955)
- Necesita un marido (Me lo dijo Adela) (México, 1955)
- Casa de perdición (México, 1956)
- El viaje (Argentina, 1992)

## Fuente
- Kiko Mendive - La Venciclopedia